# Megaméter
A Megaméter egy a kecskeméti GAMF (Gépipari és Automatizálási Főiskolai Kar) által kifejlesztett üzemanyag-takarékos jármű, amely 2011-ben megnyerte a finnországi Nokiában rendezett üzemanyag-takarékos járművek versenyét.

A 2010-es Shell Eco-marathonon tűnt fel először a Megaméter, a kecskeméti GAMF csapatának üzemanyag takarékos járműve, s a versenyen 1588 km/l-es teljesítménnyel, újoncként a 8. helyet szerezte meg. A 2011-ben zajlott Shell Eco-marathonon a csapat már a Megaméter II-t használta, amely 2277 km/1 literes teljesítménnyel ismét új magyar rekordot állított fel. A versenyen az egyetem csapata számos nyugat-európai nagy hírű felsőoktatási intézményt maga mögé utasítva megszerezte a negyedik helyet. Emellett egy különdíjjal is gazdagabbak lettek, amellyel az ergonómiai, esztétikai és az anyagválasztás területén megvalósított innovatív tervezési megoldásokat és a műszaki kivitelezés mérnöki teljesítményét jutalmazták. A csapat a versenyteljesítmény alapján meghívást kapott Olaszországba, egy energiatakarékos járművekkel foglalkozó konferenciára.
A csapat tagjai azonban gőzerővel készültek a verseny következő, finnországi állomására. Több száz óra munkával tökéletesítették a járművet, kicserélték az elektronikus kormányművet, átalakították a motorfelfüggesztést, a hajtást és a meghajtott kerék csapágyazását, módosították a motor vezérlését, valamint a henger és a hengerfej rögzítését is. A finnországi versenyen a helyi gumiabroncsgyár 1700 méteres tesztpályáján 11 kört kellett megtennie a járműveknek 25 km/órás átlagsebességgel, s ez alapján számították ki a fogyasztást. A jármű a versenyen 2661 kilométert tett meg, ezzel pedig a csapat megszerezte az első helyet.

„Nagyon örültünk, hogy nem volt semmilyen műszaki probléma így a Megaméter kétszer is biztonsággal meg tudta futni a 2661 km/1 literes teljesítményt.”

– A csapat tagjai